# アンドレアス・フォクルザマー
アンドレアス・フォクルザマー（Andreas Voglsammer, 1992年1月9日 - ）は、ドイツ・ローゼンハイム出身のサッカー選手。ポジションはFW。ハノーファー96所属。記事によってはフォルクザマーと表記されることもあるが、誤りである。

## 経歴
FCバイエルン・ミュンヘンのアカデミー出身で、カールスルーエSCに加入するも出場機会を得られず、5部リーグにあたるバイエルンリーガのTSV1860ローゼンハイムに移籍すると頭角を現す。
2015年1月にSpVggウンターハヒンクとの契約が切れる半年前に、2. ブンデスリーガの1.FCハイデンハイムに移籍した。移籍金は推定20万ユーロと言われている。
2016年1月19日にハイデンハイムを放出され、アルミニア・ビーレフェルトに移籍した。
2020-21シーズンより1.FCウニオン・ベルリンに移籍した。
2022年8月12日、ミルウォールFCに移籍した。